# Ennya maculicornis
Ennya maculicornis är en insektsart som beskrevs av Leon Fairmaire. Ennya maculicornis ingår i släktet Ennya och familjen hornstritar. Inga underarter finns listade i Catalogue of Life.